# Église de Virtasalmi
L’église de Virtasalmi (en finnois : Virtasalmen kirkko) est une église en bois située à Pieksämäki  en Finlande.

## Description
L'église précédente conçue par K. Kiseleff  et bâtie en 1876 est incendiée en 1976.
L'édifice actuel conçu par Olavi Reima est construit en 1978.
L'orgue à 18 jeux est fabriquée par Hans Heinrich.
Les cloches sont du fondeur Koninklijke Eijsbouts Klokkengierij.

## Galerie

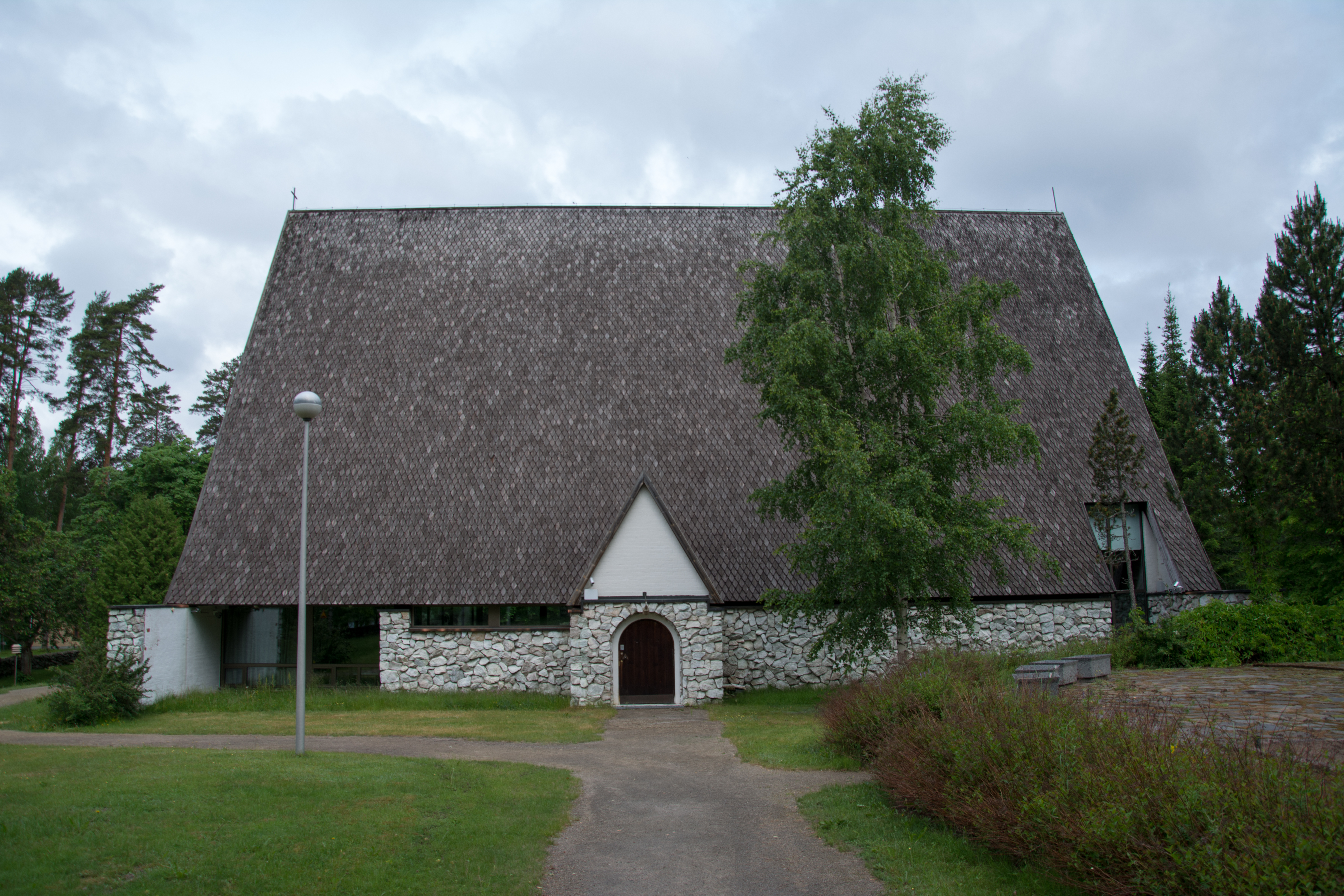
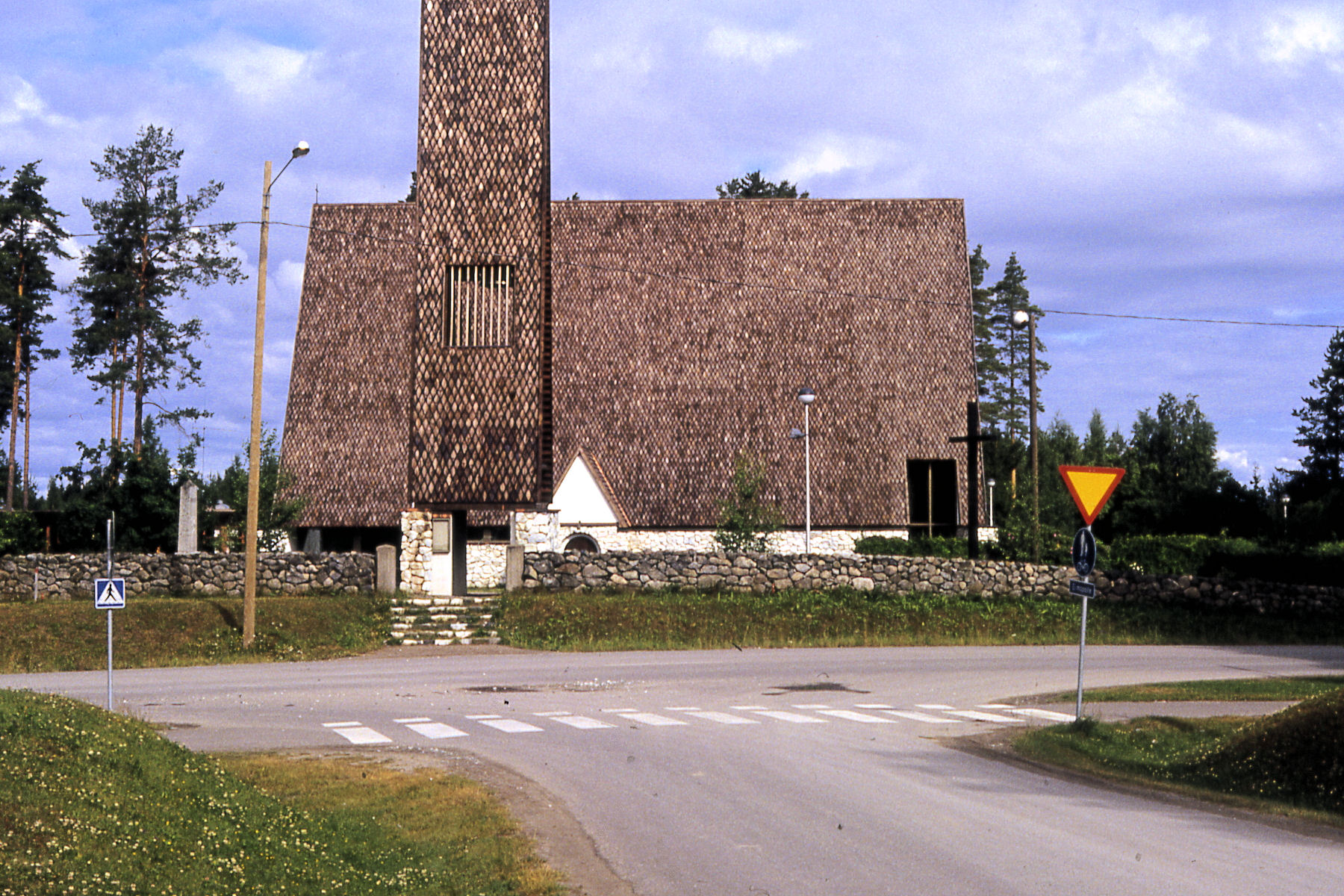
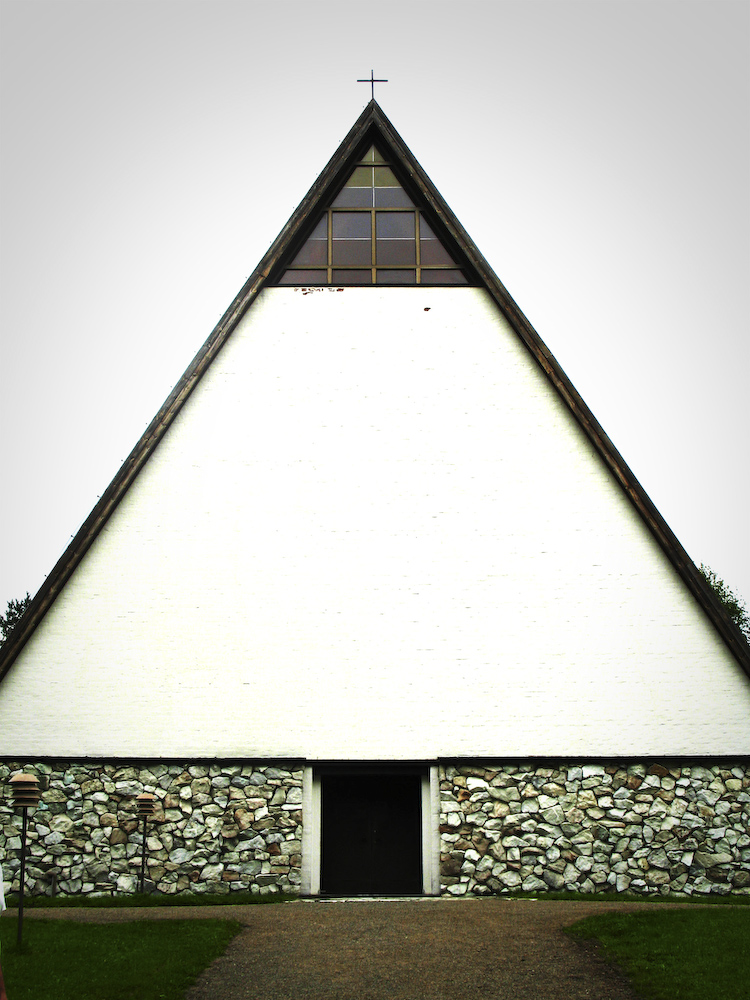